# 방화차량사업소
방화차량사업소(傍花車輛社業所)는 대한민국 서울특별시 강서구 방화동에 있는 서울교통공사 수도권 전철 5호선의 차량기지다.

## 개요
주요 업무는 서울교통공사 5000호대 전동차의 경정비 검수관리다. 수도권 전철 5호선의 종착역인 방화역과 입·출고 선로가 연결되어 있으며, 방화역에 종착한 서울교통공사 5000호대 전동차가 연결된 입고 선로를 이용해 이 차량기지로 입고한다. 서울교통공사 5000호대 전동차가 이 차량기지에서 출고할 때는 연결된 출고 선로를 이용해 방화역으로 진입한다. 출고는 화곡역(아침 시간 한정 1대, 평일 5513, 주말 5509)과 방화역에서 이루어지며, 입고는 평일에는 방화역에서만, 공휴일에는 방화역과 화곡역에서 이루어진다. 입·출고 열차 번호는 1500번대, 임시 입·출고 열차 번호는 1150번대다. 이 차량기지 내에 별도로 설치된 전철역은 없다.

## 업무
- 서울교통공사 5000호대 전동차 입·출고 검수관리
- 수도권 전철 5호선, 수도권 전철 8호선 폐차관리

## 사건/사고
2018년 6월 유치선에서 주박중이던 529편성 전동차에서 부품 노후화로 인한 화재가 발생하여 5029호가 사용 불능 상태가 되었다. 이로 인해 529편성은 5018호와 객차를 맞바꾸어 운행중이며, 또한 이 외에도 발생한 소규모 화재를 서울교통공사가 은폐하려 했다는 정황이 포착되어 논란이 되었다.